# Malé Žernoseky
Malé Žernoseky (deutsch Klein Zernosek, zuvor auch Klein Tschernosek und Klein Czernosek) ist eine Gemeinde in Tschechien. Sie liegt im Okres Litoměřice im Ústecký kraj.

## Geografische Lage
Der Ort liegt direkt an der Elbe im Böhmischen Mittelgebirge am Fuße des Lobosch.

## Geschichte
Die urkundliche Ersterwähnung erfolgte 1276. Es wurde ein Bojslav z Ujezd als Grundherr genannt. 1348 bestätigte Karl IV. den Altzellaer Mönchen unter anderem den Besitz von Klein Tschernosek, hier genannt sonesek. 1757–1760 starben durch Seuchen zahlreiche Menschen. 1787 gehörte Klein Tschernosek zur Herrschaft Lobositz und zählt 38 Häuser. Es bestanden eine Mahlmühle und ein Meierhof. 1833 gab es eine eigene Schule im Ort, bis 1891 wurde eine neue Volksschule erbaut. Aus dem enteigneten Lobositzer Herrschaftsbesitz wurde 1921 der Meierhof von einem staatlichen tschechischen Verwalter übernommen. Das Ziel war, die Sprachenverhältnisse im Ort entscheidend zu verändern.
Der Ort war durch seinen Obst- und Weinanbau bekannt. Das Weinhaus Nordtirol war ein beliebter Ausflugsort. Von dort bestand eine gute Sicht auf Milleschauer, das Wopparner Tal, den Lobosch, die Hasenburg, Georgsberg, Radebeule, die Burg Kamýk, den Dreikreuzberg und Aarhorst. Von 1938 bis 1945 lag der Ort im Landkreis Leitmeritz. Nach dem Zweiten Weltkrieg wurden die deutschen Einwohner vertrieben. Im Jahre 2006 lebten 744 Einwohner im Ort.

## Verkehr
Malé Žernoseky liegt an der Bahnstrecke Děčín-Podmoklí – Ústí nad Labem – Prag (ehem. k.k. Nördliche Staatsbahn, linkselbische Hauptbahn).
Auch führt die Staatsstraße I/30 von Aussig nach Lobositz an Klein Tschernosek vorbei.

## Einwohnerentwicklung
Die Einwohnerzahl des verkehrsgünstig gelegenen Ortes stieg zwischen den zwei Weltkriegen des 20. Jahrhunderts sprunghaft an. 1880 zählte der Ort 355 ausschließlich deutsche Einwohner, 1910 waren es 390, davon etwa 90 % deutsche Einwohner. 1930 steigerte sich die Einwohnerzahl auf 1029 Personen. Der tschechische Bevölkerungsanteil hatte noch rasanter zugenommen und stellte die knappe Mehrheit mit rund 51 %.